# Jesúpolis
Jesúpolis este un oraș în Goiás (GO), Brazilia.